# Haaksbergen
Haaksbergen é um município dos Países Baixos, situado na província de Overissel. Tem 105,50 km² de área e sua população em 2020 foi estimada em 24.275 habitantes.